# Pallacanestro Virtus Roma
Pallacanestro Virtus Roma, was een professionele basketbalclub uit Rome, Italië die uitkwam in de Lega Basket Serie A. Virtus was een van de dertien clubs die een ULEB A-licentie hebben. Dit betekent dat ze een vaste plaats hadden in de EuroLeague.
Bekende spelers die voor de club speelde waren George Gervin, Michael Cooper, Anthony Parker, Dino Radja, Brian Shaw, Rick Mahorn, Danny Ferry, Gregor Fučka, Allan Ray, Brandon Jennings en Dejan Bodiroga.

## Geschiedenis
De club werd opgericht in 1960 vlak bij het Sint Pietersplein in Rome. De twee clubs (San Saba en Gruppo Borgo Cavalleggeri) uit de lagere divisie besloten om samen verder te gaan. De nieuwe club ging verder onder de naam Virtus Aurelia. In 1972 veranderde de naam in de huidige Pallacanestro Virtus Roma.
De vier oprichters waren Rino Saba, Paolo Ragni, Pileri en Franco Polidori. De eerste president van de club was Armando Polidori.
Na een aantal jaren in de Serie C begon de sponsor (Banco di Roma) meer geld in de club te steken. De club kleuren werden blauw, geel en rood. In 1984 won Virtus de finale van de EuroLeague van FC Barcelona uit Spanje met 79-73. In 1986 wonnen ze de Korać Cup door Mobilgirgi Caserta uit Italië over twee wedstrijden met een totalscore van 157-150 te verslaan. In 1992 wonnen ze opnieuw. Dit keer van Scavolini Pesaro uit Italië over twee wedstrijden met een totaalscore van 193-180. In 1993 verloren ze de finale van Philips Milano uit Italië met een totaalscore van 181-201. De Belgische spelers Tomas Van Den Spiegel en Maxime De Zeeuw hebben ook enige tijd bij Virtus Roma gespeeld. In december 2020 werd Virtus bankroet verklaart na maanden van financiële problemen.

## Arena
Virtus Roma speelt zijn thuiswedstrijden vanaf 2011 weer in het Palazzetto dello Sport dat plaats biedt aan 3500 toeschouwers. Vanaf de oprichting tot begin jaren-80 en tijdens de verbouwing van het PalaLottomatica speelde het hier ook. In de tussenliggende periode was het PalaLottomatica, met plaats voor 11.200 toeschouwers, de thuisbasis.

## Erelijst

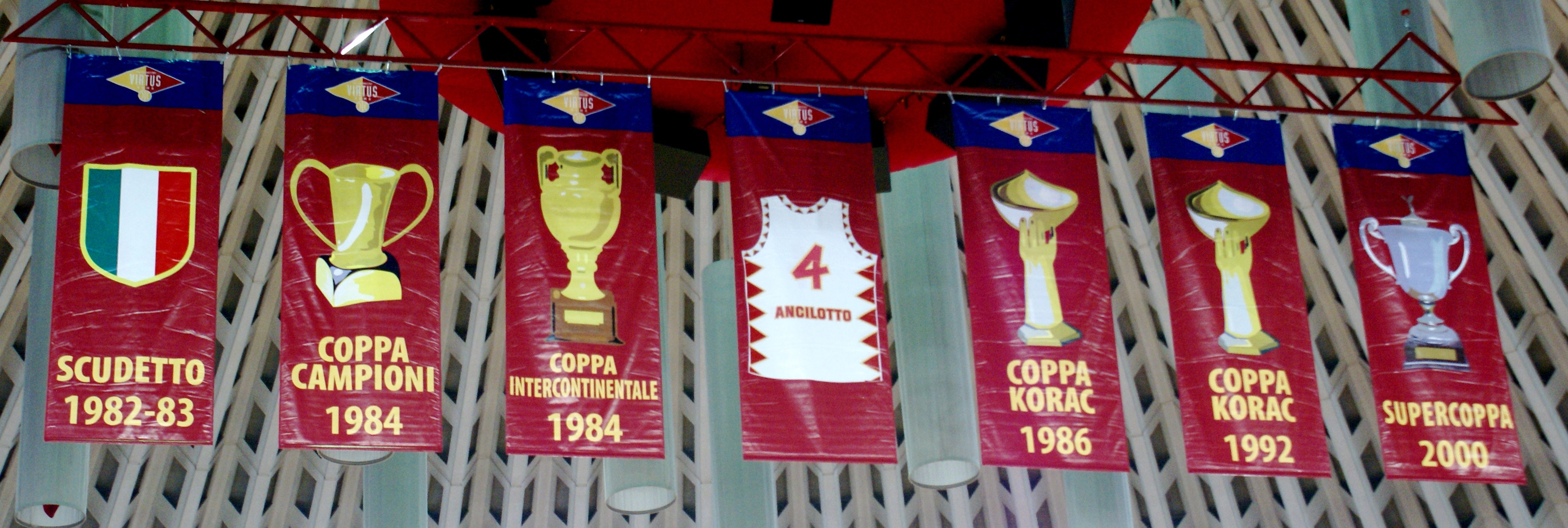
Pallacanestro Virtus Roma-banners

- Landskampioen Italië: 1
  - Winnaar: 1983

- Bekerwinnaar Italië:
  - Runner-up: 1990, 2006

- Supercupwinnaar Italië: 1
  - Winnaar: 2000

- EuroLeague: 1
  - Winnaar: 1984

- Korać Cup: 2
  - Winnaar: 1986, 1992
  - Runner-up: 1993

- FIBA Europe SuperCup Men:
  - Runner-up: 1985

- Intercontinental Cup: 1
  - Winnaar: 1984

## Bekende (oud-)spelers

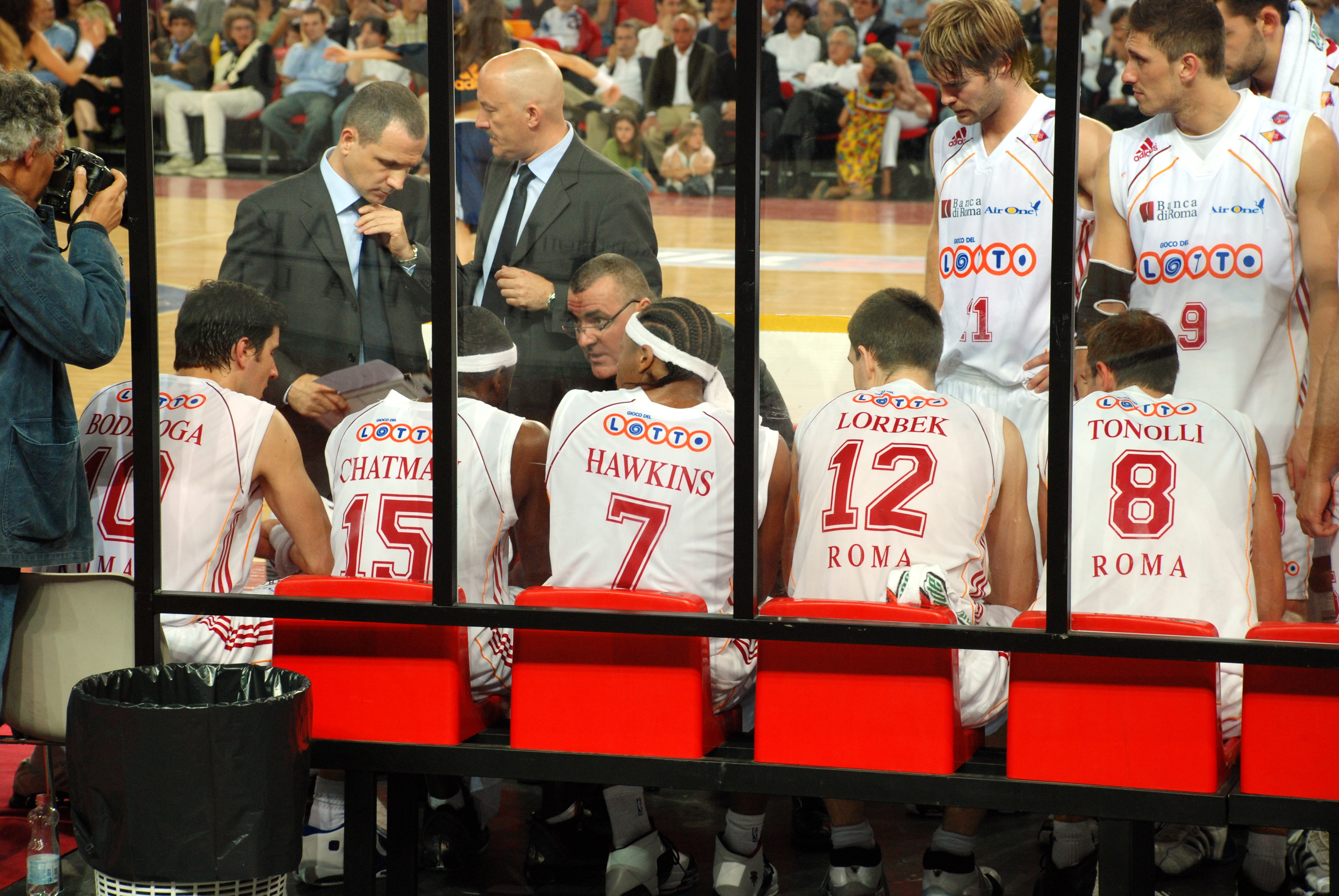
Coach Jasmin Repeša en zijn spelers tijdens een time-out

- Roberto Castellano
- Enrico Gilardi
- Fulvio Polesello
- Stefano Sbarra
- Marco Solfrini
- George Gervin
- Tiziano Lorenzon
- Emiliano Busca
- Roberto Premier
- Andrea Niccolai
- Dino Rađa
- Hugo Sconochini
- Fabrizio Ambrassa
- Dejan Bodiroga
- Saša Obradović
- Walter Magnifico
- Carlton Myers
- Marko Tušek
- Maxime De Zeeuw
- Tomas Van Den Spiegel
- Alex Righetti

## Bekende (oud-)coaches
- Nello Paratore
- Valerio Bianchini
- Jasmin Repeša

## Sponsoren
- 1971-1988: Banco di Roma
- 1988-1989: Phonola Roma
- 1989-1992: Il Messaggero Roma
- 1992-1993: Virtus Roma (geen sponsor)
- 1993-1994: Burghy Roma
- 1994-1995: TeoremaTour Roma
- 1995-1996: Nuova Tirrena Roma
- 1996-1997: Telemarket Roma
- 1997-1999: Pompea Roma
- 1999-2001: Aeroporti di Roma
- 2001-2002: Würth Roma
- 2002-2011: Lottomatica Roma
- 2011-2016: Acea Roma
- 2016-2018: UniCusano Roma
- 2018-2020: Virtus Roma (geen sponsor)